# Norra Filotjärnarna (Edefors socken, Norrbotten, 736866-173894)
Norra Filotjärnarna är en sjö i Bodens kommun i Norrbotten och ingår i Råneälvens huvudavrinningsområde.